# Западна дивизија (АБА)
Западна дивизија АБА, или АБА Западна дивизија, била је једна од две групе у које су тимови Америчке кошаркашке асоцијације били подељени, на основу њиховог географског положаја. Друга група се звала Источна дивизија (АБА) или АБА Источна дивизија.
Прва четири тима у свакој од дивизији су улазила у АБА плеј-оф. Дивизије су се задржале до сезоне 1974/75, пошто је предзадњој сезони АБА лиге остало само 9 преосталих тимова прегруписаних у једну дивизију.

## Екипе учеснице
Последњи тимови који су учествовали и такмичили се у Западној дивизији су били следећи:
- Денвер нагетси
- Индијана пејсерси[2]
- Сан Антонио спарси
- Сан Дијего конквистадорси
- Јута старси

### Остали тимови
Пребачени у Источну дивизију
- Њу Орлеанс баканирси/Мемфис прос/Мемфис тимси/Мемфис саундси
- Хјустон маверикси/Каролина кугарси/Спиритс ов Сент Луис
- Оукланд оукси/Вашингтон кепси/Вирџинија сквајерси

## Шампиони Западне дивизије
У болд су сврстани уједно и АБА шампиони
- 1968: Њу Орлеанс баканирси
- 1969: Оукланд оукси
- 1970: Лос Анђелес старси
- 1971: Јута старси
- 1972: Индијана пејсерси
- 1973: Индијана пејсерси
- 1974: Јута старси
- 1975: Индијана пејсерси

## Титуле
- 3: Лос Анђелес старси / Јута старси
- 3: Индијана пејсерси
- 1: Њу Орлеанс баканирси
- 1: Оукланд оукси